# If You're Reading This It's Too Late
Albums de Drake
Nothing Was the Same
(2013) What a Time to Be Alive
(2015)
If You're Reading This It's Too Late est la 4e mixtape du rappeur canadien Drake, sortie le 12 février 2015 et produite par Boi-1da et Noah "40" Shebib qui s'est vendu à plus de 495 000 copies la 1re semaine et 40 000 en version numérique.
Seulement 3 artistes ont été invités sur la mixtape : Lil Wayne, PartyNextDoor et Travis Scott. Le premier extrait apparaît dans un court métrage mis en ligne par le Canadien qui s'intitule Know Yourself et 6 God et dévoile ensuite le clip du morceau Energy.

## Listes des titres
1. "Legend"
2. "Energy"
3. "10 Bands"
4. "Know Yourself"
5. "No Tellin'"
6. "Madonna"
7. "6 God"
8. "Star67"
9. "Preach" (featuring PartyNextDoor)
10. "Wednesday Night Interlude" (featuring PartyNextDoor)
11. "Used To" (featuring Lil Wayne)
12. "6 Man"
13. "Now & Forever"
14. "Company" (featuring Travis Scott)
15. "You & the 6"
16. "Jungle"
17. "6PM in New York" (Bonus track)
18. "How About Now" (Bonus Physique)
19. "My Side" (Bonus Physique)

## Certifications
| Pays                  | Certification | Unités certifiées |
| --------------------- | ------------- | ----------------- |
| Canada (Music Canada) | 2 × Platine   | 160 000           |
| Danemark (IFPI)       | Platine       | 20 000            |
| États-Unis (RIAA)     | 2 × Platine   | 2 000 000         |
| Royaume-Uni (BPI)     | Or            | 100 000           |